# Lilla Råviktjärnen
Lilla Råviktjärnen är en sjö i Bodens kommun i Norrbotten och ingår i Luleälvens huvudavrinningsområde.